# Галогенорганічні сполуки
Галоге́норгані́чні сполу́ки — це органічні сполуки, яки містять атоми галогенів, зв'язаних із атомами Карбону. Поділяються на флуорорганічні, хлорорганічні, броморганічні та йодорганічні сполуки.
Галогенорганічні сполуки бувають галогенпохідними вуглеводнів, спиртів, карбонових кислот, та інших органічних сполук.

## Класифікація
Галогенорганічні сполуки можна класифікувати за трьома критеріями: галоген, кількість атомів галогену та клас сполуки, в якої є атом галогену. Їх властивості сильно залежать від гібридізації атома карбону: у карбона в стані sp3-гібридізації електронегативність менша, тому зв'язок С-Hal є сильно полярним та не дуже міцним. Такі легко всполуки вступають у реакції нуклеофільного заміщення, бо атом галогену легко відривається. Це характерно для галогеналканів. Зв'язок C(sp2)-Hal, а також C(sp)-Hal є менш полярними та більш міцними.
| Назва                                                     | Назва                    | Загальна формула                                                            | Гібридізація атома карбону | Характерні реакції |
| --------------------------------------------------------- | ------------------------ | --------------------------------------------------------------------------- | -------------------------- | --- |
| Галогенпохідні вуглеводнів                                | Галогеналкани            | {\displaystyle {\ce {R-CH2-Hal}}}, {\displaystyle {\ce {R-CHHal-R}}}        | sp3                        | Реакції нуклеофільного заміщення, дегідрогалогенування, дегалогенування                                                         |
| Галогенпохідні вуглеводнів                                | Галогеналкени            | {\displaystyle {\ce {R-CH=CHal-R}}}                                         | sp2                        | Реакції нуклеофільного заміщення (неактивно), дегідрогалогенування, реакції приєднання (гідрування, галогенування)              |
| Галогенпохідні вуглеводнів                                | Галогеналкіни            | {\displaystyle {\ce {R-C#CHal}}}                                            | sp                         | Реакції приєднання |
| Галогенпохідні вуглеводнів                                | Галогенарени             | {\displaystyle {\ce {Ar-Hal}}}                                              | sp2                        | Реакції нуклеофільного заміщення, реакції електрофільного ароматичного заміщення                                                |
| Галогенорганічні сполуки з іншими функціональними групами | Галогенангідриди         | {\displaystyle {\ce {R-CHal=O}}}                                            | sp2                        | Реакції нуклеофільного заміщення (дуже активно), дегідрогалогенування (утворення кетенів)                                       |
| Галогенорганічні сполуки з іншими функціональними групами | Галогенпохідні етерів    | {\displaystyle {\ce {R-O-CHHal-R}}}                                         | sp3                        | Реакції нуклеофільного заміщення, дегідрогалогенування                                                                          |
| Галогенорганічні сполуки з іншими функціональними групами | Галогенкарбонові кислоти | {\displaystyle {\ce {R-CHHal-R-COOH}}} {\displaystyle {\ce {R-CHHal-COOH}}} | sp3                        | Реакції нуклеофільного заміщення (активно), дегідрогалогенування, декарбоксилювання, а також всі інші реакції карбонових кислот |

## Хімічні властивості

### Реакціх нуклеофільного заміщення
У реакції нуклеофільного заміщення вступають переважно галогеналкани, галогенпохідні етерів, галогенангідриди карбонових кислот та галогенкарбонові кислоти. Останні дві групи вступають у цю реакцію особливо легко через карбонільну або карбоксильну групу відповідно. Також можуть вступати деякі галогенарени.
Вступають у реакцію з основами з утворенням спиртів (для галогенпохідних вуглеводнів) або карбонових кислот (для галогенангідридів карбонових кислот) та галогеноводнів:
{\displaystyle {\ce {R-Hal + KOH -> R-OH + KHal}}}
Найактивніші представники галогенпохідних вуглеводнів, а також галогенангідриди та галогенпохідні карбонових кислот можуть вступати у таку реакцію з водою:
{\displaystyle {\ce {R-C(O)Hal + H2O -> R-C(O)OH + HHal}}}
Зі спиртами утворюють ефіри (якщо це похідні вуглеводнів — етери, якщо карбонових кислот — естери):
{\displaystyle {\ce {R-Hal + R-OH -> R-O-R + HHal}}}
Аналогічно з тіолами утворюють тіоетери або тіоестери:
{\displaystyle {\ce {R-Hal + R-SH -> R-S-R + HHal}}}
З карбоновими кислотами утворюють естери або ангідриди:
{\displaystyle {\ce {R-Hal +R-CO-OH ->R-CO-O-R +HHal}}}
{\displaystyle {\ce {R-CO-Hal + R-CO-OH->R-CO-O-CO-R +HHal}}}

### Дегідрогалогенування
Під дією лугів від галогенорганічних сполук можуть відриватися атом гідрогену й атом галогену. Такі реакції характерні для галогеналканів, галогеналкенів, галогенпохідних етерів та галогенкарбонових кислот:
{\displaystyle {\ce {R-CH2-CH2-Hal + KOH ->[C_2H_5OH]R-CH=CH2 + KHal + H2O}}}
При дегідрогалогенуванні галогеналкану з декількома атомами галогену утворюється галогеналкен або галогеналкін:
{\displaystyle {\ce {R-CHHal-CHHal-R +KOH ->R-CH=CHal-R +KHal +H2O}}}
{\displaystyle {\ce {Hal2CH-CHHal2 + KOH ->[-KHal, -H_2O]Hal2C=CHHal +KOH ->[-KHal, -H_2O]HalC#CHal}}}